# Divatte-sur-Loire
Divatte-sur-Loire – gmina we Francji, w regionie Kraj Loary, w departamencie Loara Atlantycka. W 2013 roku liczba ludności na terenie obecnej gminy wynosiła 6595 mieszkańców. 
Gmina została utworzona 1 stycznia 2016 roku z połączenia dwóch wcześniejszych gmin: Barbechat oraz La Chapelle-Basse-Mer. Siedzibą gminy została miejscowość La Chapelle-Basse-Mer.